# 石川県立能都北辰高等学校小木分校
石川県立能都北辰高等学校小木分校（いしかわけんりつ のとほくしんこうとうがっこう おぎぶんこう、英: Ogi Branch of Ishikawa Prefectural Noto Hokushin High School）は、かつて石川県鳳珠郡能登町（旧・珠洲郡内浦町）小木にあった公立の高等学校分校。2009年（平成21年）3月末に閉校した。無線通信士および陸上無線技術士を育成していた。

## 設置学科
- 情報通信科（2年次から下記の2コースに分かれる）
  - 無線通信コース
  - 通信システムコース
- 専攻科無線通信科（本科卒業後修了2年、2系列）
  - 無線通信系
  - 通信システム系

## 沿革
- 1967年（昭和42年）4月 - 石川県立水産高等学校小木分校に無線通信科を設置し開校。
- 1969年（昭和44年）4月 - 小木分校新校舎へ移転。
- 1970年（昭和45年）1月 - 専攻科無線通信科設置。
- 1976年（昭和51年）3月 - 専攻科無線通信科、第2級無線通信士国家試験の予備試験並びに本試験のうち英語、電気通信術の免除認定をうける。
- 1979年（昭和54年）8月 - 特別教室増築。
- 1984年（昭和59年）8月 - グラウンド整備完了。
- 1985年（昭和60年）
  - 3月 - 新校門完成。
  - 4月 - 特別教室棟竣工、無線通信科に電子技術コースを設置。
- 1992年（平成4年）6月 - 自転車置場竣工。
- 1993年（平成5年）4月 - 高等学校課程の無線通信科を情報通信科に学科改編。
- 2000年（平成12年）4月 - 石川県立学校条例により、石川県立水産高等学校と石川県立宇出津高等学校を統合して新設の石川県立能都北辰高等学校となり[1]、小木分校も石川県立能都北辰高等学校小木分校と改称。
- 2005年（平成17年）4月 - 高等学校課程情報通信科募集停止。
- 2007年（平成19年）3月31日 - 高等学校課程情報通信科閉科。
- 2008年（平成20年）4月 - 専攻科無線通信科募集停止。
- 2009年（平成21年）3月31日 - 専攻科無線通信科閉科により小木分校閉校。

## 校歌
作詞：佐々木守、作曲：西村朗（校歌は能都北辰高校と同じ）

## 所在地
〒927-0553 石川県鳳珠郡能登町小木8-48

## 特色ある学校行事
- 高校生と保育所園児との合同運動会